# Friedrich zu Solms-Braunfels
Prinz Friedrich Engelbert Alexander Aloysius Hubertus Maria zu Solms-Braunfels (* 23. September 1864 in Drensteinfurt; † 7. Februar 1936 in Paderborn) war ein deutscher Politiker, Offizier und Abgeordneter.

## Leben
Friedrich war Angehöriger des deutschen Fürstengeschlechts Solms-Braunfels. Er war der Sohn des preußischen Generalmajors Alexander zu Solms-Braunfels (1807–1867) und der Freiin Luise von Landsberg-Velen (1835–1894), Tochter des preußischen Kammerherrn und Mitglied des Herrenhauses Engelbert Freiherr von Landsberg-Velen und Steinfurt und der Hermine Gräfin von Hatzfeldt-Schönstein. Die Generale Friedrich Wilhelm Heinrich (1801–1868) und Friedrich Wilhelm Karl (1812–1875) waren seine unmittelbaren Onkel.
Er war Oberstleutnant à la suite der königlich preußischen Armee und 1902 bis 1914 bevollmächtigter Vertreter seines Neffen Georg Friedrich Fürst zu Solms-Braunfels in der 1. Kammer der Landstände des Großherzogtums Hessen. Im März 1914 wurde er ersetzt durch Reinhard Prinz zu Solms-Hohensolms-Lich (1867–1951).

## Familie
Friedrich vermählte sich 1896 mit Gräfin Maria von Westphalen zu Fürstenberg (1868–1934), Tochter des Joseph Graf von Westphalen zu Fürstenberg und der Katharina Friedberg aus St. Petersburg.